# Emiliano Brembilla
Emiliano Brembilla (* 21. Dezember 1978 in Ponte San Pietro) ist ein ehemaliger italienischer Schwimmer.

## Werdegang
Seine Paradestrecken sind die 400 m und die 1500 m Freistil, auf denen er seine größten Erfolge errang. Über 400 m wurde er zwischen 1997 und 2004 vier Mal Europameister. 1997 holte er zudem noch den Titel über 1500 m Freistil.
1997 wurde er zu Europas Schwimmer des Jahres gewählt.
2008 errang er zusammen mit Massimiliano Rosolino, Nicola Cassio und Filippo Magnini die Bronzemedaille bei den Kurzbahnweltmeisterschaften in Manchester über die 4 × 200 m Freistil.